# 아이리시 불
아이리시 불(Irish bull)은 우스운 모순이란 뜻으로, 앞뒤가 맞지 않는 이야기를 말한다. 예를 들어, "이 편지를 받지 못하면 돌려 주시오"라는 것이 있다.